# Serbische Eishockeynationalmannschaft der Frauen
Die serbische Eishockeynationalmannschaft der Frauen ist die nationale Eishockey-Auswahlmannschaft Serbiens im Fraueneishockey.

## Geschichte
Die serbische Eishockeynationalmannschaft gab ihr Debüt, als sie im Mai 2021 erste inoffizielle Testspiele gegen Bulgarien bestritt. Ein erstes offizielles Testspiel erfolgte im Oktober desselben Jahres gegen Bosnien und Herzegowina. Für die Gruppe B der Division III der Weltmeisterschaft 2022 meldete die Mannschaft erstmals für ein Weltmeisterschaftsturnier, das sie zugleich austrug. Dort belegte das Team den zweiten Platz, gefolgt vom Aufstieg in die A-Gruppe bei der Weltmeisterschaft 2023. In der Gruppe etablierten sich die Serbinnen in der Folge im Mittelfeld.

## Platzierungen bei Weltmeisterschaften
- 2022 – 2. Platz, Division IIIB
- 2023 – 1. Platz, Division IIIB (Aufstieg in die Division IIIA)
- 2024 – 4. Platz, Division IIIA
- 2025 – 3. Platz, Division IIIA